# Матвиенко, Игорь Игоревич
И́горь И́горевич Матвие́нко (род. 6 февраля 1960, Москва, РСФСР, СССР) — советский и российский  композитор, продюсер, общественный деятель, народный артист России (2022).

## Биография

### Ранние годы
Родился 6 февраля 1960 года в Москве. Отец Игорь Михайлович был военнослужащим, мать Роза Васильевна работала экономистом.
Педагог Александр Абович Капульский подготовил Игоря к поступлению.
В 1980 окончил музыкальное училище имени Ипполитова-Иванова по специальности хормейстер.

### Карьера
С января 1981 года работал в качестве композитора, художественного руководителя и исполнителя (клавишные) в различных музыкальных коллективах — ВИА «Первый шаг», ВИА «Здравствуй, песня», «Класс».
С января 1987 по декабрь 1990 года Игорь работал в Студии популярной музыки «Рекорд», в 1987 году стал её музыкальным редактором и тогда же вместе с вокалистом Николаем Расторгуевым и поэтом-песенником Александром Шагановым основал группу «Любэ», для которой писал музыку и делал аранжировки. В 1991 году Игорь стал руководителем продюсерского центра. В 2002 году стал продюсером и руководителем музыкального проекта Первого канала «Фабрика Звёзд-1», а в 2004 — «Фабрики Звёзд-5».
В феврале 2014 года стал музыкальным продюсером церемоний открытия и закрытия XXII зимних Олимпийских игр в Сочи. Для самой трогательной сцены церемонии закрытия «Зеркальный мир» сделал аранжировку, объединившую композиции «Свой среди чужих, чужой среди своих» Эдуарда Артемьева и «До свидания, Москва» Александры Пахмутовой.
В марте 2014 года создал аранжировку для церемонии открытия Паралимпийских игр 2014, включающую в себя композиции «Давай за…» группы Любэ и «Последнее письмо» группы Nautilus Pompilius, под которую выходила сборная России.

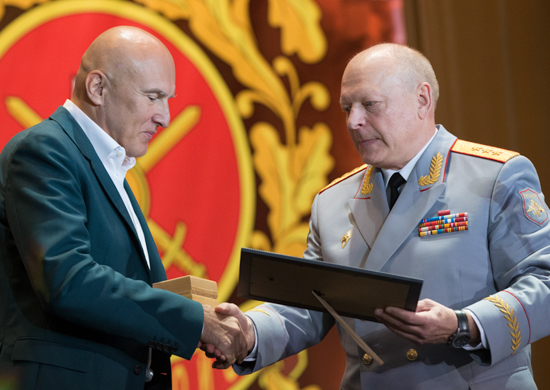
С Главнокомандующим Сухопутными войсками Олегом Салюковым во время презентации гимна Сухопутных войск, 1 октября 2016 года

Игорь Матвиенко написал много песен в сотрудничестве с Александром Шагановым. Все началось со времен ВИА «Здравствуй, песня», в котором Игорь выступал в качестве клавишника. Песня Дом на улице другой — одна из первых совместных песен Матвиенко и Шаганова.
Сотрудничество продолжилось в «Любэ» — Атас, Комбат, Там, за туманами и др., затем c Женей Белоусовым — У любви глаза разлуки, Девчонка-девчоночка, позднее с «Иванушками» — Тучи, Кукла, Колечко, Безнадёга точка ру, Золотые облака. С «Фабрикой» — Девушки фабричные. Помимо работы с артистами Продюсерского центра Игоря Матвиенко были написаны песни для Владимира Асимова — Подари мне зимний вечер, Ночкой тёмной.
Регент Хора Сретенского ставропигиального мужского монастыря Никон Жила называет самой популярной песней из тех, что исполняются хором, «Коня» Матвиенко и Шаганова.
В 2016 году написан гимн Сухопутных войск Российской Федерации «Вперед, пехота!».
Матвиенко — автор большинства оригинальных (не заимствованных у других композиторов) песен «Любэ», которые приобрели всенародную известность, в том числе «Конь», «Дорога», «Самоволочка».
Ряд песен написан в сотрудничестве с поэтом Михаилом Андреевым, в том числе (для разных ансамблей) Нетелефонный разговор, Первые стихи, Луна, Трамвай пятёрочка, Берёзы, Тополиный пух, Реви, Лодочка, Про любовь.
Для «Корней» — Это ты объявила войну. Среди других поэтов, на стихи которых писал Матвиенко (по алфавиту): Константин Арсенев, Герман Витке, Леонид Дербенёв, Павел Жагун, Александр Митта, Наум Олев, Виктор Пеленягрэ, Ольга Ровная. В некоторых песнях (Давай за…, За тебя, Родина-мать) сам выступил как автор слов.
Исполнил песню «Краса» («Ты неси меня, река») для телевизионного сериала «Граница. Таёжный роман».
Осенью 2022 года в своём продюсерском центре организовал съёмки видеоклипа и запись песни Ярослава Дронова «Встанем» в составе звёзд российской эстрады, среди которых Николай Расторгуев, Надежда Бабкина, Николай Басков, Олег Газманов, Ая (группа «Город 312»), Виктория Дайнеко, Лариса Долина, Зара, Сергей Лазарев, Григорий Лепс, Александр Маршал, Стас Михайлов, Александр Ф. Скляр.
В 2024 году сыграл в сериале «Плевако» роль композитора Петра Ильича Чайковского.

### Общественная деятельность
6 февраля 2012 года был официально зарегистрирован как доверенное лицо кандидата в Президенты Российской Федерации на третий срок Владимира Путина.
29 августа 2016 года избран президентом авторского совета Российского авторского общества.
С сентября 2017 года — председатель Общественного совета при Роскомнадзоре.
В ноябре 2017 года создал проект «Жить.рф», целью которого была заявлена помощь оказавшимся в трудной ситуации людям. По данным Новой Газеты и The Bell, проект также занимался раскруткой в социальных сетях движения Putin Team, выступавшего на президентских выборах 2018 года в поддержку кандидата в президенты Владимира Путина на четвёртый срок.
Был членом инициативной группы, выдвинувшей Владимира Путина кандидатом в президенты России на выборах 2018 года.
20 ноября 2018 года Игорь Игоревич, в соответствии с Указом Президента России, включён в новый состав Совета при Президенте по культуре и искусству.
В 2018 году выступил за ограничение современных песен, попадающих в молодёжные чарты, в которых пропагандируются наркотики и секс, — жанров хип-хопа и рэпа.

### Личная жизнь
По словам Матвиенко, он был женат четыре или пять раз:
- Незарегистрированные отношения
  - сын — Станислав Матвиенко (род. 1985)
- Первая жена — Евгения (Джуна) Давиташвили (брак продлился 24 часа)[13]
- Вторая жена — Лариса
  - дочь Анастасия Матвиенко (род. 1988), училась в Англии на дизайнера одежды
- Третья жена Анастасия Алексеева[14]
  - дочь Таисия Матвиенко (род. 1997)
  - дочь Полина Матвиенко (род. 29 января 2000 г.)
  - сын Денис Матвиенко (род.16 октября 2001 г.)

## Проекты

### Группы и исполнители
- «Любэ» (с 1989 года)
- «Иванушки International» (с 1995 года)
- «Девочки» (1999—2003)
- «Корни» (с 2002 года)
- «Фабрика» (с 2002 года)
- «Мобильные блондинки» (2008—2014)
- «Город 312» (с 2010 года)
- «Vенера» (2011—2012)
- «Моя Мишель» (2015—2020)
- «ЛОVI» (2015—2018)
- Женя Белоусов (1991—1994)
- Наталья Лапина (1991—1992)
- Михаил Гребенщиков (2002—2007)
- Юлия Бужилова (2002—2006)
- Виктория Дайнеко (с 2004 года)
- Ирсон Кудикова (2004—2005)
- «КуБа» (2004—2010)
- Сати Казанова (2010—2013)
- Людмила Соколова (2013—2015)

### Движения
- Ключевая фигура движения PutinTeam (взял на себя задачу по продвижению проекта). Движение создано перед президентскими выборами 2018 года в поддержку кандидата в президенты Владимира Путина, впоследствии переизбранного на второй срок.

### Композиторская фильмография

#### Музыка к фильмам
| Год  | Название фильма | Режиссер       |
| ---- | --------------- | -------------- |
| 2016 | Викинг          | Андрей Кравчук |

#### Оригинальный саундтрек
| Год         | Название фильма        | Режиссер | Название произведения | Исполнитель                                     |
| ----------- | ---------------------- | --- | --- | ----------------------------------------------- |
| 1994        | Зона Любэ              | Дмитрий Золотухин | Белый лебедь (сл. Михаил Андреев) Сирота казанская (сл. Владимир Баранов) Конь (сл. Александр Шаганов) Луна (сл. Михаил Андреев) На воле (сл. Михаил Андреев) Младшая сестрёнка (сл. Александр Шаганов) Давай-наяривай (сл. Александр Шаганов) Ты прости меня, мама (сл. Александр Шаганов) Дорога (сл. Александр Шаганов) | Любэ                                            |
| 2000        | Граница. Таёжный роман | Александр Митта | Ты неси меня река (сл. Александр Митта) Я тебя никому не отдам (сл. Виктор Пеленягрэ) | Игорь Матвиенко Сергей Мазаев                   |
| 2000 — 2005 | Убойная сила           | Александр Рогожкин, Виктор Бутурлин, Евгений Татарский,Евгений Аксёнов, Сергей Снежкин, Вячеслав Сорокин, Андрей Прошкин | Позови меня тихо по имени (сл. Виктор Пеленягрэ) Прорвёмся, опера! (сл. Александр Шаганов, Пётр Синявский) | Любэ                                            |
| 2002—2003   | Спецназ                | Андрей Малюков, Вячеслав Никифоров                                                                                       | Давай за..." (сл. Игорь Матвиенко) | Любэ                                            |
| 2003        | Участок                | Александр Баранов | Берёзы (сл. Михаил Андреев) | Сергей Безруков                                 |
| 2008        | Адмиралъ               | Андрей Кравчук | Анна (сл. Анна Тимирёва) | Виктория Дайнеко                                |
| 2012        | Август. Восьмого       | Джаник Файзиев | Просто любовь (сл. Александр Шаганов) | Любэ, Корни, In2Nation                          |
| 2015        | А зори здесь тихие...  | Ренат Давлетьяров | А зори здесь тихие (сл. Михаил Андреев) | Любэ и офицеры группы «Альфа»                   |
| 2016        | София                  | Алексей Андрианов | Я тебе верю (сл. Джахан Поллыева) | Григорий Лепс                                   |
| 2018        | Годунов                | Алексей Андрианов | Недосказанная (сл. Игорь Матвиенко) | Григорий Лепс                                   |
| 2021        | Родные                 | Илья Аксёнов | А река течёт (сл. Михаил Андреев, Игорь Матвиенко) | Любэ, Сергей Бурунов                            |
| 2021        | Лётчик                 | Ренат Давлетьяров | Встретимся (сл. Михаил Андреев) | Ирина Медведева, Анна Пескова, Марина Барсукова |

## Награды
Почётные звания:
Почётные звания:
- Народный артист Российской Федерации (21 сентября 2022 года) — за большой вклад в развитие отечественной культуры и искусства, многолетнюю плодотворную деятельность[15].
- Заслуженный артист Российской Федерации (30 января 2020 года) — за заслуги в области культуры и многолетнюю плодотворную деятельность[16].

Ордена и медали:
- Орден Дружбы (2014) — за участие в подготовке к Олимпиаде в Сочи[17].

Премии:
- Лауреат Премии МВД России (2010) — за вклад в дело нравственно-эстетического воспитания личного состава ГУВД по г. Москве и организацию культурного досуга сотрудников, ветеранов органов внутренних дел и членов их семей[18].
- Лауреат Российской национальной музыкальной премии «Виктория» (2017) —  «Композитор года» за песню «Жить».
- Лауреат Российской национальной музыкальной премии «Виктория» (2020) - Приз за неоценимый вклад в российскую музыкальную культуру.
- Лауреат премии Новое Радио AWARDS (2023) - За вклад в развитие музыки [19]

Другие награды, поощрения, премии и общественное признание:
- лауреат фестиваля Песня-91 (песня« Алёшка», стихи Александра Шаганова, исполнитель Женя Белоусов)
- Премия «Легенды Тавриды» (2021) [20].